# コーヒー酸-3,4-ジオキシゲナーゼ
コーヒー酸-3,4-ジオキシゲナーゼ（caffeate 3,4-dioxygenase）は、フェニルプロパノイド生合成酵素の一つで、次の化学反応を触媒する酸化還元酵素である。
コーヒー酸 + O2 {\displaystyle \rightleftharpoons } 3-(2-カルボキシエテニル)-cis,cis-ムコン酸
反応式の通り、この酵素の基質はコーヒー酸とO2、生成物は3-(2-カルボキシエテニル)-cis,cis-ムコン酸である。
組織名は3,4-dihydroxy-trans-cinnamate:oxygen 3,4-oxidoreductase(decyclizing)である。